# Plan transportowy
Plan transportowy – plan zrównoważonego rozwoju publicznego transportu zbiorowego opracowany przez organizatora publicznego transportu zbiorowego.
Plan taki opracowuje organizator przewozów mających charakter użyteczności publicznej (gmina, związek gminny, powiat, związek powiatów, województwo, minister właściwy do spraw transportu).
Plan transportowy określa w szczególności:
- sieć komunikacyjną, na której jest planowane wykonywanie przewozów o charakterze użyteczności publicznej;
- ocenę i prognozy potrzeb przewozowych;
- przewidywane finansowanie usług przewozowych;
- preferencje dotyczące wyboru rodzaju środków transportu;
- zasady organizacji rynku przewozów;
- pożądany standard usług przewozowych w przewozach o charakterze użyteczności publicznej;
- przewidywany sposób organizowania systemu informacji dla pasażera.